# Coleção Polícia da Corte

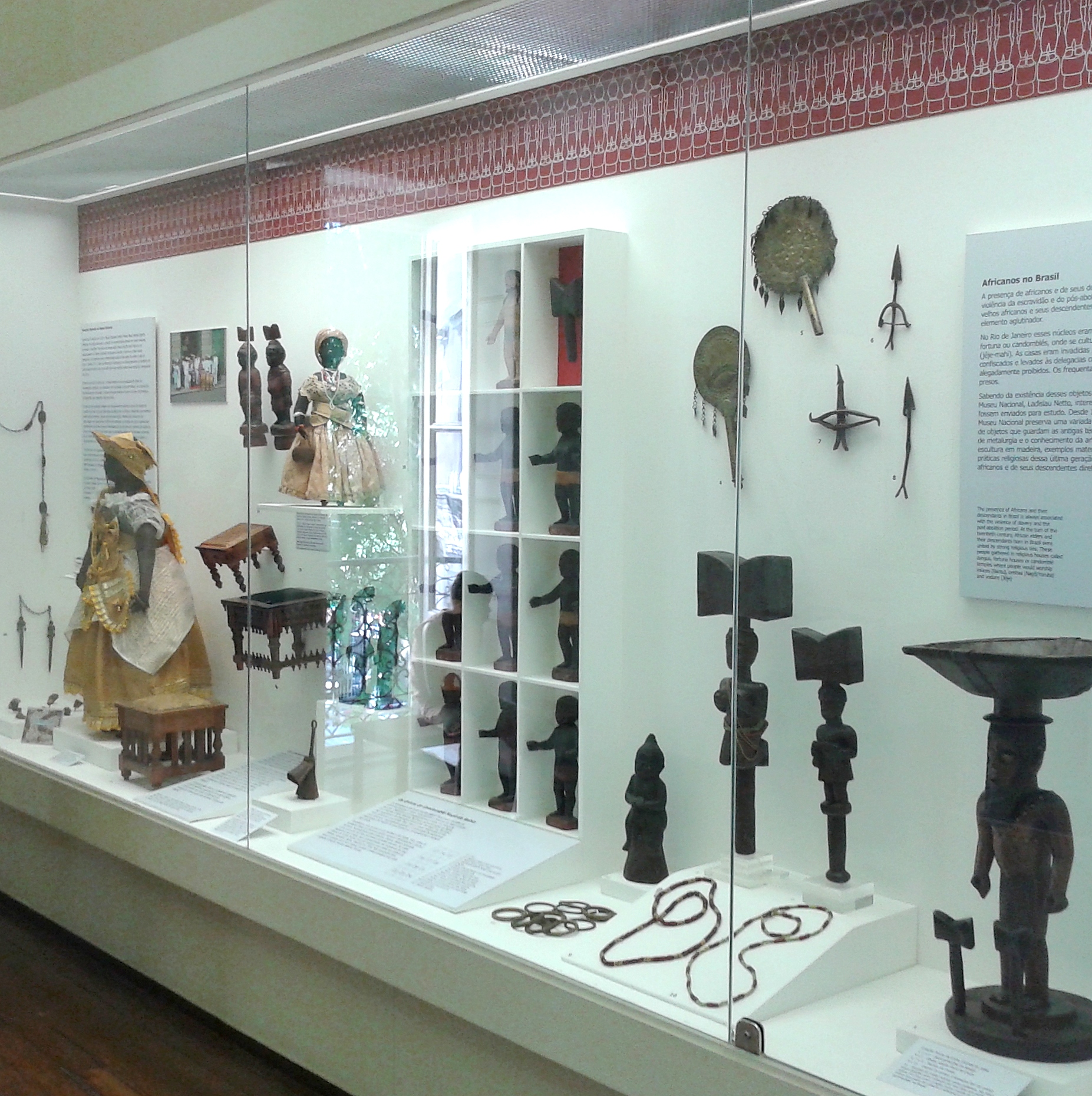
Visão geral de objetos ligados ao candomblé, sendo alguns pertencentes à Coleção Polícia da Corte.

A Coleção Polícia da Corte é uma das coleções em exposição no Museu Nacional, no Rio de Janeiro. O acervo reúne objetos recolhidos por agentes policiais no contexto da repressão às manifestações culturais e religiosas afro-brasileiras no século XIX. O nome da coleção remete à Polícia da Corte, uma força policial militar e profissional criada em 1809. A coleção registra a história da formação cultural afro-brasileira e a da violência contra a cultura negra no Brasil.
Os objetos foram recolhidos por Ladislau Netto, então diretor do Museu Nacional, que, na década de 1880, os coletou e catalogou. A polícia pretendia destruir os objetos, considerados "bugigangas". Para Ladislau Netto, em documento ao chefe da polícia, os objetos tinham "grande valor etnológico".
A coleção reúne 120 itens, incluindo instrumentos musicais, especialmente tambores, e itens ligados ao candomblé, como itens ferramentas dos Orixás. Também foram catalogados objetos de pesca, brinquedos e adereços. São destaque na coleção:
- um abebé, elemento ritualístico de Oxum, produzido com latão e identificado com o número de tombo 6.308;
- ferramentas de Ogum, um amuleto com sete símbolos identificado com o número de tombo 6.231;
- Ofá de Oxóssi, de metal, registrada com o número de tombo 5.308; e
- Oxé de Xangô, de madeira e com aspecto feminino, sem numeração.

Esta coleção foi destruída no incêndio de 2018 no Museu Nacional.

## Galeria

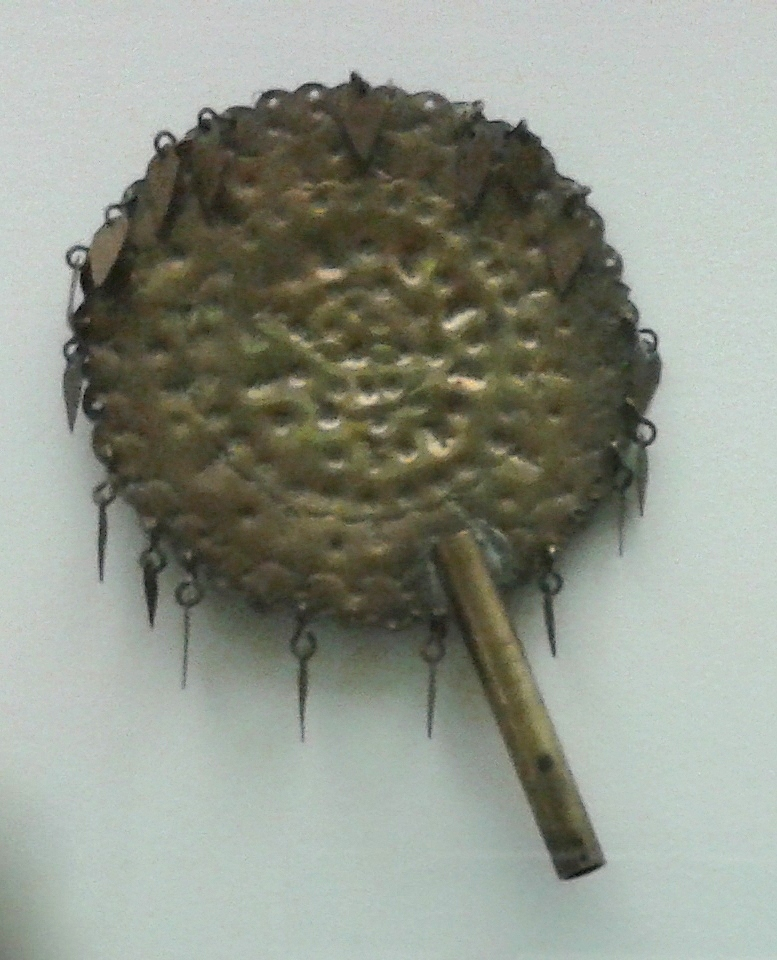
Abebé, registrado em 2015.
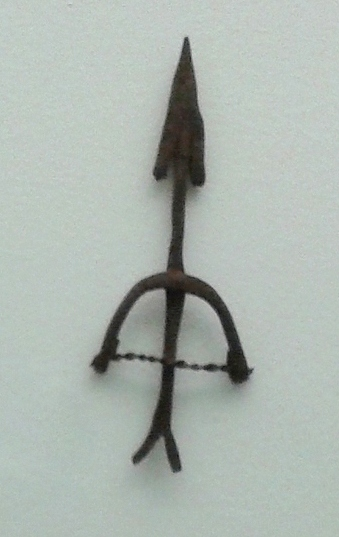
Ofá de Oxóssi, registrada em 2015.
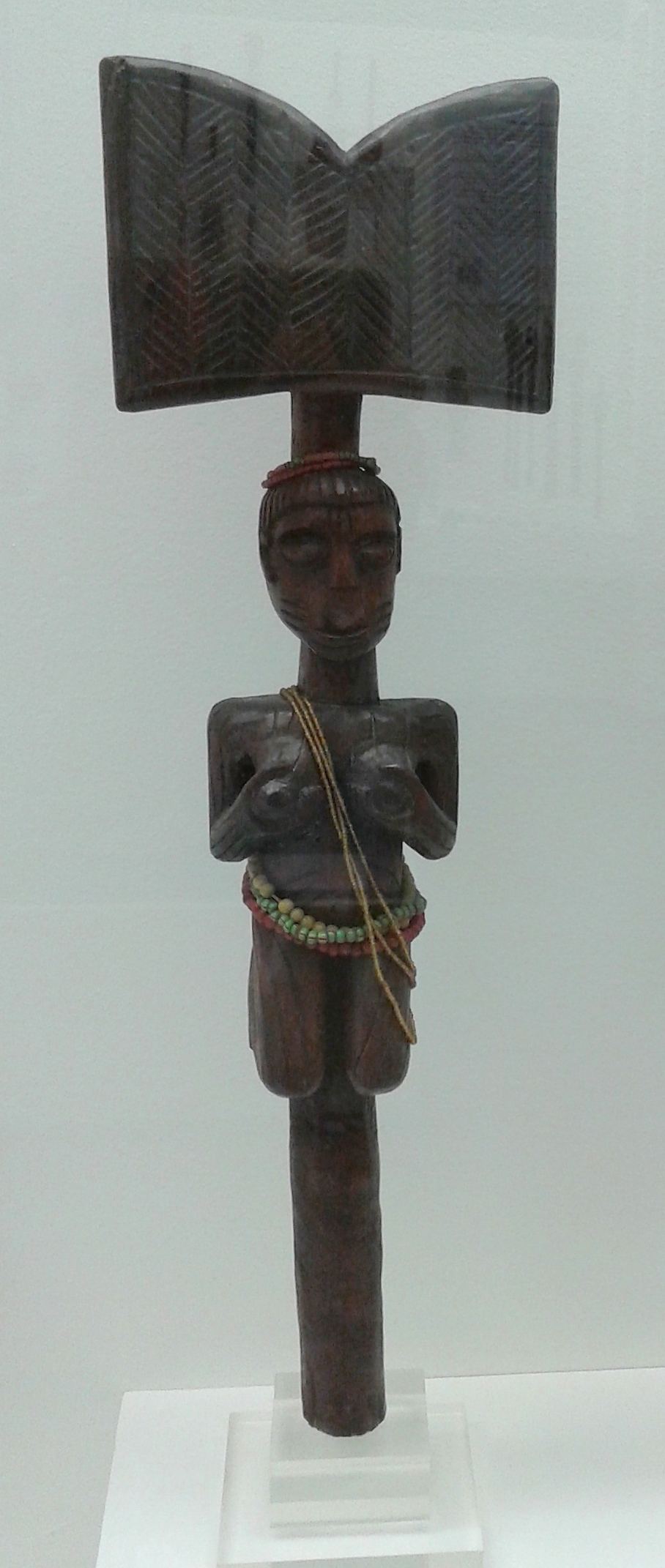
Oxé de Xangô, em fotografia de 2015.